# Lista odcinków serialu Trawka
Lista odcinków serialu Trawka – amerykańskiego serialu łączącego w sobie czarny humor, komedię jak i dramat. Została stworzona przez Jenjiego Kohana, oryginalnie emitowana na antenie stacji Showtime w latach 2005 – 2012.
Główna postać, Nancy Botwin (Mary-Louise Parker) po stracie męża postanawia rozpocząć handel marihuaną, by mieć czym zapłacić za życie. Sąsiadka Nancy – Celia Hodes (Elizabeth Perkins) zagrała burmistrza miasta. Opuściła serial pod koniec piątego sezonu. Kolejne sezony przedstawiają coraz głębsze zaangażowanie Nancy w nielegalną działalność jak i opiekę nad rodziną.
W Polsce serial premiera odbywała się na stacji HBO (pierwszy sezon) oraz HBO Comedy (kolejne sezony). Serie 1-4 odcinki były emitowane co tydzień, natomiast od 5 do 8 emisja premierowych odcinków odbywała się parę razy w tygodniu.
W ciągu ośmiu lat wyprodukowano 102 odcinki zawarte w 8 sezonach, a podwójny finał serialu nastąpił 16 września 2012.

## Przegląd sezonów
| Seria | Seria | Odcinki     | Oryginalna emisja | Oryginalna emisja    | Oryginalna emisja   | Oryginalna emisja |
| Seria | Seria | Odcinki     | Premiera          | Finał                | Premiera            | Finał             |
| ----- | ----- | ----------- | ----------------- | -------------------- | ------------------- | ----------------- |
|       | 1     | 1–10 (10)   | 8 sierpnia 2005   | 10 października 2005 | 6 czerwca 2006      | 8 sierpnia 2006   |
|       | 2     | 11–22 (12)  | 14 sierpnia 2006  | 30 października 2006 | 17 marca 2007       | 2 czerwca 2007    |
|       | 3     | 23–37 (15)  | 13 sierpnia 2007  | 19 listopada 2007    | 3 stycznia 2008     | 10 kwietnia 2008  |
|       | 4     | 38–50 (13)  | 16 czerwca 2008   | 15 września 2008     | 9 października 2008 | 25 grudnia 2008   |
|       | 5     | 51–63 (13)  | 8 czerwca 2009    | 31 sierpnia 2009     | 4 stycznia 2010     | 1 lutego 2010     |
|       | 6     | 64–76 (13)  | 16 sierpnia 2010  | 15 listopada 2010    | 3 stycznia 2011     | 21 stycznia 2011  |
|       | 7     | 77–89 (13)  | 27 czerwca 2011   | 26 września 2011     | 2 stycznia 2012     | 25 stycznia 2012  |
|       | 8     | 90–102 (13) | 1 lipca 2012      | 16 września 2012     | 4 grudnia 2012      | 27 grudnia 2012   |

## Lista odcinków

### Seria 1 (2005)
| №  | #  | Tytuł                   | Polski tytuł               | Reżyseria        | Scenariusz                   | Wykonawca piosenki tytułowej | Premiera             | Premiera w Polsce |
| -- | -- | ----------------------- | -------------------------- | ---------------- | ---------------------------- | ---------------------------- | -------------------- | ----------------- |
| 1  | 1  | You Can't Miss the Bear | Nie pudłuj do niedźwiedzia | Brian Dannelly   | Jenji Kohan                  | Malvina Reynolds             | 8 sierpnia 2005      | 6 czerwca 2006    |
| 2  | 2  | Free Goat               | Wolna koza                 | Brian Dannelly   | Jenji Kohan                  | Malvina Reynolds             | 15 sierpnia 2005     | 13 czerwca 2006   |
| 3  | 3  | Good Shit Lollipop      | Odlotowe lizaki            | Craig Zisk       | Roberto Benabib              | Malvina Reynolds             | 22 sierpnia 2005     | 20 czerwca 2006   |
| 4  | 4  | Fashion of the Christ   | Moda na Jezusa             | Burr Steers      | Jenji Kohan                  | Malvina Reynolds             | 29 sierpnia 2005     | 27 czerwca 2006   |
| 5  | 5  | Lude Awakening          | Dropsy i wrotki            | Lee Rose         | Devon K. Shepard             | Malvina Reynolds             | 5 września 2005      | 4 lipca 2006      |
| 6  | 6  | Dead in the Nethers     | Kochanek z zaświatów       | Arlene Sanford   | Michael Platt, Barry Safchik | Malvina Reynolds             | 12 września 2005     | 11 lipca 2006     |
| 7  | 7  | Higher Education        | Wyższe wykształcenie       | Tucker Gates     | Shawn Schepps                | Malvina Reynolds             | 19 września 2005     | 18 lipca 2006     |
| 8  | 8  | The Punishment Light    | Światła karne              | Robert Berlinger | Rolin Jones                  | Malvina Reynolds             | 26 września 2005     | 25 lipca 2006     |
| 9  | 9  | The Punishment Lighter  | Zapalniczka taty           | Paul Feig        | Matthew Salsberg             | Malvina Reynolds             | 3 października 2005  | 1 sierpnia 2006   |
| 10 | 10 | The Godmother           | Matka chrzestna            | Lev L. Spiro     | Jenji Kohan                  | Malvina Reynolds             | 10 października 2005 | 8 sierpnia 2006   |

### Seria 2 (2006)
| №  | #  | Tytuł                      | Polski tytuł                         | Reżyseria           | Scenariusz                        | Wykonawca piosenki tytułowej | Premiera             | Premiera w Polsce |
| -- | -- | -------------------------- | ------------------------------------ | ------------------- | --------------------------------- | ---------------------------- | -------------------- | ----------------- |
| 11 | 1  | Corn Snake                 | Wąż zbożowy                          | Craig Zisk          | Jenji Kohan                       | Elvis Costello               | 14 sierpnia 2006     | 17 marca 2007     |
| 12 | 2  | Cooking with Jesus         | Jezus w każdej kuchni                | Craig Zisk          | Jenji Kohan                       | Death Cab for Cutie          | 21 sierpnia 2006     | 24 marca 2007     |
| 13 | 3  | Last Tango in Agrestic     | Ostatnie tango w Agrestic            | Bryan Gordon        | Roberto Benabib                   | Engelbert Humperdinck        | 28 sierpnia 2006     | 31 marca 2007     |
| 14 | 4  | A.K.A. The Plant           | Pani Roślinka                        | Lev L. Spiro        | Matthew Salsberg                  | Kate & Anna McGarrigle       | 4 września 2006      | 7 kwietnia 2007   |
| 15 | 5  | Mrs. Botwin's Neighborhood | Ogródek pani Botwin                  | Craig Zisk          | Rolin Jones                       | Charles Barnett              | 11 września 2006     | 14 kwietnia 2007  |
| 16 | 6  | Crush Girl Love Panic      | Miłość, panika i kuskus              | Tucker Gates        | Devon K. Shepard                  | Aidan Hawken                 | 18 września 2006     | 21 kwietnia 2007  |
| 17 | 7  | Must Find Toes             | Pies je zjadł                        | Chris Long          | Michael Platt, Barry Safchik      | Ozomatli                     | 25 września 2006     | 28 kwietnia 2007  |
| 18 | 8  | MILF Money                 | Kaska za trawkę                      | Craig Zisk          | Shawn Schepps                     | The Submarines               | 2 października 2006  | 5 maja 2007       |
| 19 | 9  | Bash                       | Nietypowe urodziny                   | Christopher Misiano | Rinne Groff                       | Tim DeLaughter               | 9 października 2006  | 12 maja 2007      |
| 20 | 10 | Mile Deep and a Foot Wide  | Kilometr głębokości, metr szerokości | Craig Zisk          | Rolin Jones                       | Regina Spektor               | 16 października 2006 | 19 maja 2007      |
| 21 | 11 | Yeah. Like Tomatoes        | Prawie jak pomidory                  | Craig Zisk          | Roberto Benabib, Matthew Salsberg | Jenny Lewis, Johnathan Rice  | 23 października 2006 | 26 maja 2007      |
| 22 | 12 | Pittsburgh                 | Pittsburgh                           | Craig Zisk          | Jenji Kohan                       | Malvina Reynolds             | 30 października 2006 | 2 czerwca 2007    |

### Seria 3 (2007)
| №  | #  | Tytuł                         | Polski tytuł                      | Reżyseria           | Scenariusz                                     | Wykonawca piosenki tytułowej                     | Premiera             | Premiera w Polsce |
| -- | -- | ----------------------------- | --------------------------------- | ------------------- | ---------------------------------------------- | ------------------------------------------------ | -------------------- | ----------------- |
| 23 | 1  | Doing the Backstroke (Part 1) | Trafiona-zatopiona (Część 1)      | Craig Zisk          | Jenji Kohan                                    | Randy Newman                                     | 13 sierpnia 2007     | 3 stycznia 2008   |
| 24 | 2  | A Pool and His Money (Part 2) | Jej basen, jej problem (Część 2)  | Craig Zisk          | Jenji Kohan                                    | Angélique Kidjo                                  | 20 sierpnia 2007     | 10 stycznia 2008  |
| 25 | 3  | The Brick Dance               | Taniec na stole                   | Lev L. Spiro        | Roberto Benabib                                | Kinky                                            | 27 sierpnia 2007     | 17 stycznia 2008  |
| 26 | 4  | Shit Highway                  | Lewatywa finansowa                | Martha Coolidge     | Roberto Benabib                                | Donovan                                          | 3 września 2007      | 24 stycznia 2008  |
| 27 | 5  | Bill Sussman                  | Bill Sussman                      | Craig Zisk          | Rolin Jones                                    | Billy Bob Thornton                               | 10 września 2007     | 31 stycznia 2008  |
| 28 | 6  | Grasshopper                   | Sparingpartnerka                  | Perry Lang          | Devon K. Shepard                               | The Shins                                        | 17 września 2007     | 7 lutego 2008     |
| 29 | 7  | He Taught Me How To Drive By  | Nauczył mnie strzelać z samochodu | Paul Feig           | Matthew Salsberg                               | The Individuals                                  | 24 września 2007     | 14 lutego 2008    |
| 30 | 8  | The Two Mrs. Scottsons        | Panie Scottson                    | Craig Zisk          | Rolin Jones                                    | Man Man                                          | 1 października 2007  | 21 lutego 2008    |
| 31 | 9  | Release the Hounds            | W potrzasku                       | Ernest Dickerson    | Blair Singer                                   | Joan Baez                                        | 8 października 2007  | 28 lutego 2008    |
| 32 | 10 | Roy Till Called               | Dzwonił Roy Till                  | Craig Zisk          | Victoria Morrow                                | The Decemberists                                 | 15 października 2007 | 6 marca 2008      |
| 33 | 11 | Cankles                       | Kłody                             | Julie Anne Robinson | Christina Kiang Booth                          | Michael Franti                                   | 22 października 2007 | 13 marca 2008     |
| 34 | 12 | The Dark Time                 | Mroczne czasy                     | Ernest Dickerson    | Victoria Morrow                                | Persephone's Bees                                | 29 października 2007 | 20 marca 2008     |
| 35 | 13 | Risk                          | Gra w Ryzyko                      | Paul Feig           | Roberto Benabib, Rolin Jones, Matthew Salsberg | Laurie Berkner                                   | 5 listopada 2007     | 27 marca 2008     |
| 36 | 14 | Protection                    | Ochrona                           | Randy Zisk          | Roberto Benabib, Matthew Salsberg              | Linkin Park                                      | 12 listopada 2007    | 3 kwietnia 2007   |
| 37 | 15 | Go                            | Ruszać się!                       | Craig Zisk          | Jenji Kohan                                    | czołówka: Malvina Reynolds końcówka: Pete Seeger | 19 listopada 2007    | 10 kwietnia 2008  |

### Seria 4 (2008)
| №  | #  | Tytuł                                                            | Polski tytuł                                        | Reżyseria           | Scenariusz                                     | Wykonawca piosenki tytułowej | Premiera         | Premiera w Polsce    |
| -- | -- | ---------------------------------------------------------------- | --------------------------------------------------- | ------------------- | ---------------------------------------------- | ---------------------------- | ---------------- | -------------------- |
| 38 | 1  | Mother Thinks the Birds Are After Her                            | Ptaki na nią lecą                                   | Craig Zisk          | Jenji Kohan                                    | Malvina Reynolds             | 16 czerwca 2008  | 9 października 2008  |
| 39 | 2  | Lady's a Charm                                                   | Lady's a Charm                                      | Craig Zisk          | Victoria Morrow                                | –                            | 23 czerwca 2008  | 16 października 2008 |
| 40 | 3  | The Whole Blah Damn Thing                                        | Ple, ple, ple                                       | David Steinberg     | Ron Fitzgerald                                 | –                            | 30 czerwca 2008  | 23 października 2008 |
| 41 | 4  | The Three Coolers                                                | Trzy chłodziarki                                    | Paris Barclay       | Roberto Benabib                                | –                            | 7 lipca 2008     | 30 października 2008 |
| 42 | 5  | No Man is Pudding                                                | Człowiek to nie budyń                               | Craig Zisk          | Rolin Jones                                    | –                            | 14 lipca 2008    | 6 listopada 2008     |
| 43 | 6  | Excellent Treasures                                              | Wielkie skarby                                      | Julie Anne Robinson | Jenji Kohan                                    | –                            | 21 lipca 2008    | 13 listopada 2008    |
| 44 | 7  | Yes I Can                                                        | A właśnie, że tak                                   | Scott Ellis         | Matthew Salsberg                               | –                            | 28 lipca 2008    | 20 listopada 2008    |
| 45 | 8  | I Am the Table                                                   | Ja jestem stołem                                    | Adam Bernstein      | David Holstein, Brendan Kelly                  | –                            | 4 sierpnia 2008  | 27 listopada 2008    |
| 46 | 9  | Little Boats                                                     | Łódeczki                                            | Craig Zisk          | Ron Fitzgerald                                 | –                            | 11 sierpnia 2008 | 4 grudnia 2008       |
| 47 | 10 | The Love Circle Overlap                                          | W kręgu najbliższych                                | Julie Anne Robinson | Victoria Morrow                                | –                            | 18 sierpnia 2008 | 11 grudnia 2008      |
| 48 | 11 | Head Cheese                                                      | Zielony salceson                                    | Craig Zisk          | Roberto Benabib, Rolin Jones, Matthew Salsberg | –                            | 25 sierpnia 2008 | 18 grudnia 2008      |
| 49 | 12 | Till We Meet Again                                               | Do następnego spotkania                             | Michael Trim        | Roberto Benabib, Rolin Jones, Matthew Salsberg | –                            | 8 września 2008  | 25 grudnia 2008      |
| 50 | 13 | If You Work for a Living, Then Why Do You Kill Yourself Working? | Jeśli pracujesz na życie, po co zabijasz się pracą? | Craig Zisk          | Jenji Kohan                                    | –                            | 15 września 2008 | 25 grudnia 2008      |

### Seria 5 (2009)
| №  | #  | Tytuł                   | Polski tytuł              | Reżyseria           | Scenariusz                        | Premiera         | Premiera w Polsce |
| -- | -- | ----------------------- | ------------------------- | ------------------- | --------------------------------- | ---------------- | ----------------- |
| 51 | 1  | Wonderful Wonderful     | Tam jest wspaniale        | Scott Ellis         | Jenji Kohan                       | 8 czerwca 2009   | 4 stycznia 2010   |
| 52 | 2  | Machetes Up Top         | Maczety na górze          | Michael Pressman    | Victoria Morrow                   | 15 czerwca 2009  | 5 stycznia 2010   |
| 53 | 3  | Su-Su-Sucio             | Su-Su-Sucio               | Lesli Linka Glatter | Roberto Benabib, Matthew Salsberg | 22 czerwca 2009  | 6 stycznia 2010   |
| 54 | 4  | Super Lucky Happy       | Szczęśliwy tatuś          | Scott Ellis         | Ron Fitzgerald                    | 29 czerwca 2009  | 11 stycznia 2010  |
| 55 | 5  | Van Nuys                | Van Nuys                  | Bethany Rooney      | Stephen Falk                      | 6 lipca 2009     | 12 stycznia 2010  |
| 56 | 6  | A Modest Proposal       | Skromna propozycja        | Michael Trim        | Vanessa Reisen                    | 13 lipca 2009    | 13 stycznia 2010  |
| 57 | 7  | Where the Sidewalk Ends | Aż do samego końca        | Jeremy Podeswa      | Roberto Benabib, Matthew Salsberg | 20 lipca 2009    | 18 stycznia 2010  |
| 58 | 8  | A Distinctive Horn      | Charakterystyczny klakson | Scott Ellis         | Chris Offutt                      | 27 lipca 2009    | 19 stycznia 2010  |
| 59 | 9  | Suck 'N' Spit           | Wyssij i wypluj           | Michael Trim        | Brendan Kelly                     | 3 sierpnia 2009  | 20 stycznia 2010  |
| 60 | 10 | Perro Insano            | Psy i koty                | Scott Ellis         | David Holstein                    | 10 sierpnia 2009 | 25 stycznia 2010  |
| 61 | 11 | Ducks and Tigers        | Kaczki i tygrysy          | Matt Shakman        | Stephen Falk                      | 17 sierpnia 2009 | 26 stycznia 2010  |
| 62 | 12 | Glue                    | Spoiwo                    | Michael Pressman    | Ron Fitzgerald                    | 24 sierpnia 2009 | 27 stycznia 2010  |
| 63 | 13 | All About My Mom        | Cała mama                 | Scott Ellis         | Jenji Kohan                       | 31 sierpnia 2009 | 1 lutego 2010     |

### Seria 6 (2010)
| №  | #  | Tytuł                        | Polski tytuł                     | Reżyseria      | Scenariusz                        | Premiera             | Premiera w Polsce |
| -- | -- | ---------------------------- | -------------------------------- | -------------- | --------------------------------- | -------------------- | ----------------- |
| 64 | 1  | Thwack                       | Trach                            | Scott Ellis    | Jenji Kohan                       | 16 sierpnia 2010     | 3 stycznia 2011   |
| 65 | 2  | Felling and Swamping         | Wycinka na bagnach               | Scott Ellis    | Victoria Morrow                   | 23 sierpnia 2010     | 4 stycznia 2011   |
| 66 | 3  | A Yippity Sippity            | Yippity Sippity                  | Tate Donovan   | Brendan Kelly                     | 30 sierpnia 2010     | 5 stycznia 2011   |
| 67 | 4  | Bliss                        | Szczęście                        | Eric Jewett    | Stephen Falk                      | 13 września 2010     | 10 stycznia 2011  |
| 68 | 5  | Boomerang                    | Bumerang                         | Scott Ellis    | Stephen Falk                      | 20 września 2010     | 11 stycznia 2011  |
| 69 | 6  | A Shoe for a Shoe            | Oko za oko                       | Michael Trim   | David Holstein                    | 27 września 2010     | 12 stycznia 2011  |
| 70 | 7  | Pinwheels and Whirligigs     | Wiatraczki i karuzele            | Mike Uppendahl | Carly Mensch                      | 4 października 2010  | 17 stycznia 2011  |
| 71 | 8  | Gentle Puppies               | Małe szczeniaczki                | Scott Ellis    | Victoria Morrow                   | 11 października 2010 | 18 stycznia 2011  |
| 72 | 9  | To Moscow, and Quickly       | Czym prędzej do Moskwy!          | Michael Trim   | David Holstein, Carly Mensch      | 18 października 2010 | 19 stycznia 2011  |
| 73 | 10 | Dearborn-Again               | Mały Bejrut                      | Scott Ellis    | Roberto Benabib, Matthew Salsberg | 25 października 2010 | 24 stycznia 2011  |
| 74 | 11 | Viking Pride                 | Duma wikinga                     | Michael Trim   | Brendan Kelly, Tara Herrmann      | 1 listopada 2010     | 25 stycznia 2011  |
| 75 | 12 | Fran Tarkenton               | Fran Tarkenton                   | David Warren   | Stephen Falk                      | 8 listopada 2010     | 26 stycznia 2011  |
| 76 | 13 | Theoretical Love is Not Dead | Wiecznie żywa miłość teoretyczna | Scott Ellis    | Jenji Kohan                       | 15 listopada 2010    | 31 stycznia 2011  |

### Seria 7 (2011)
| №  | #  | Tytuł                          | Polski tytuł                       | Reżyseria    | Scenariusz                        | Premiera         | Premiera w Polsce |
| -- | -- | ------------------------------ | ---------------------------------- | ------------ | --------------------------------- | ---------------- | ----------------- |
| 77 | 1  | Bags                           | Torby                              | Scott Ellis  | Jenji Kohan                       | 27 czerwca 2011  | 2 stycznia 2012   |
| 78 | 2  | From Trauma Cometh Something   | Trauma to...                       | Michael Trim | Carly Mensch                      | 4 lipca 2011     | 3 stycznia 2012   |
| 79 | 3  | Game-Played                    | Kosz!                              | Scott Ellis  | Victoria Morrow                   | 11 lipca 2011    | 4 stycznia 2012   |
| 80 | 4  | A Hole in Her Niqab            | Dziura w nikabie                   | Eric Jewett  | David Holstein                    | 18 lipca 2011    | 9 stycznia 2012   |
| 81 | 5  | Fingers Only Meat Banquet      | Bufet mięsny                       | Scott Ellis  | Brendan Kelly                     | 25 lipca 2011    | 10 stycznia 2012  |
| 82 | 6  | Object Impermanence            | Nietrwałe przywiązanie             | Michael Trim | Stephen Falk                      | 1 sierpnia 2011  | 11 stycznia 2012  |
| 83 | 7  | Vehement v. Vigorous           | Vehement kontra Vigorous           | Scott Ellis  | Carly Mensch                      | 8 sierpnia 2011  | 16 stycznia 2012  |
| 84 | 8  | Synthetics                     | Syntetyki                          | Michael Trim | Victoria Morrow                   | 15 sierpnia 2011 | 17 stycznia 2012  |
| 85 | 9  | Cats! Cats! Cats!              | Koty!                              | Michael Trim | David Holstein                    | 22 sierpnia 2011 | 18 stycznia 2012  |
| 86 | 10 | System Overhead                | Koszty systemowe                   | Scott Ellis  | Brendan Kelly                     | 29 sierpnia 2011 | 23 stycznia 2012  |
| 87 | 11 | Une Mère que j'aimerais baiser | MILF po francusku                  | Eric Jewett  | Roberto Benabib, Matthew Salsberg | 12 września 2011 | 24 stycznia 2012  |
| 88 | 12 | Qualitative Spatial Reasoning  | Praktyczna orientacja przestrzenna | Scott Ellis  | Stephen Falk                      | 19 września 2011 | 25 stycznia 2012  |
| 89 | 13 | Do Her/Don't Do Her            | Ją tak, a tej nie                  | Michael Trim | Jenji Kohan                       | 26 września 2011 | 25 stycznia 2012  |

### Seria 8 (2012)
| №   | #  | Tytuł                                | Polski tytuł                   | Reżyseria           | Scenariusz      | Wykonawca piosenki tytułowej | Premiera         | Premiera w Polsce |
| --- | -- | ------------------------------------ | ------------------------------ | ------------------- | --------------- | ---------------------------- | ---------------- | ----------------- |
| 90  | 1  | Messy                                | Podejrzane typki               | Michael Trim        | Jenji Kohan     | Malvina Reynolds             | 1 lipca 2012     | 4 grudnia 2012    |
| 91  | 2  | A Beam of Sunshine                   | Promień słońca                 | Michael Trim        | Victoria Morrow | Ben Folds                    | 8 lipca 2012     | 4 grudnia 2012    |
| 92  | 3  | See Blue and Smell Cheese and Die    | Błękit, ser i śmierć           | Julie Anne Robinson | David Holstein  | Steve Martin, & Kevin Nealon | 15 lipca 2012    | 5 grudnia 2012    |
| 93  | 4  | Only Judy Can Judge                  | Sędzia Judy                    | Michael Trim        | Carly Mensch    | Mariachi El Bronx            | 22 lipca 2012    | 6 grudnia 2012    |
| 94  | 5  | Red in Tooth and Claw                | Kły i pazury                   | Michael Trim        | Stephen Falk    | The Mountain Goats           | 29 lipca 2012    | 11 grudnia 2012   |
| 95  | 6  | Allosaurus Crush Castle              | Allozaurze, rozwal zamek!      | Julie Anne Robinson | Brendan Kelly   | Bomb the Music Industry!     | 5 sierpnia 2012  | 12 grudnia 2012   |
| 96  | 7  | Unfreeze                             | Można się ruszać               | Perry Lang          | Victoria Morrow | The Womenfolk                | 12 sierpnia 2012 | 13 grudnia 2012   |
| 97  | 8  | Five Miles From Yetzer Hara          | Pięć mil od Yetzer Hara        | Phil Abraham        | David Holstein  | The Thermals                 | 19 sierpnia 2012 | 18 grudnia 2012   |
| 98  | 9  | Saplings                             | Sadzonki                       | Michael Trim        | Carly Mensch    | Dierks Bentley               | 26 sierpnia 2012 | 19 grudnia 2012   |
| 99  | 10 | Threshold                            | Próg                           | Eric Jewett         | Brendan Kelly   | Hunter Parrish               | 2 września 2012  | 20 grudnia 2012   |
| 100 | 11 | God Willing and the Creek Don't Rise | Człowiek myśli, Pan Bóg kreśli | Uta Briesewitz      | Stephen Falk    | Aimee Mann                   | 9 września 2012  | 25 grudnia 2012   |
| 101 | 12 | It's Time (Part 1)                   | Już czas (Część 1)             | Michael Trim        | Jenji Kohan     | Malvina Reynolds (remix)     | 16 września 2012 | 26 grudnia 2012   |
| 102 | 13 | It's Time (Part 2)                   | Już czas (Część 2)             | Michael Trim        | Jenji Kohan     | Malvina Reynolds             | 16 września 2012 | 27 grudnia 2012   |